# Augochloropsis holmbergi
Augochloropsis holmbergi là một loài Hymenoptera trong họ Halictidae. Loài này được Schrottky mô tả khoa học năm 1910.